# Valar
Les Valar (« puissances » en quenya ; au singulier Vala, au féminin Valier) sont des personnages de fiction issus du légendaire de l'écrivain J. R. R. Tolkien, présents notamment dans le roman Le Silmarillion.
Les Valar sont les plus puissants des Ainur, et sont descendus sur Arda, la Terre, pour y faire naître ce qui a été entrevu dans l’Ainulindalë. Ils occupent un rôle proche de celui des divinités des cultes occidentaux, bien que soumis à une divinité suprême, Eru Ilúvatar, proche dans sa conception du Dieu chrétien. En cela, les Valar sont plus proches de la définition des anges.

## Étymologie
Le mot Vala provient de la racine BAL-. Le son [b] n’existant pas en quenya (ainsi que les autres plosives voisées [d] et [g]) excepté sous la forme mb, le son [b] se modifia en [v]. En telerin le mot pour Vala est Bala, en sindarin Balan (pl. Belain).

## Liste
Parmi les quatorze Valar, les huit plus puissants sont désignés par le terme « Aratar » (« les exaltés » en quenya). Ils étaient cependant neuf avant le bannissement de Melkor :
- Manwë Súlimo, roi des Valar et de l’air, le plus noble des Valar, frère de Melkor (Morgoth) et compagnon de Varda ;
- Varda Elentári, reine des Étoiles, compagne de Manwë, appelée Elbereth Gilthoniel en sindarin ;
- Ulmo, roi des eaux, des mers et des océans ;
- Aulë, le Forgeron, roi du Feu et de la Terre, père de la race des Nains, compagnon de Yavanna ;
- Yavanna Kementári (Palúrien), reine de la nature, des fruits et des arbres, sœur de Vána et compagne d’Aulë ;
- Oromë (Aldaron), présidant à la chasse, frère de Nessa et compagnon de Vána. C’est lui qui guida les Eldar lors de leur marche vers Valinor ;
- Námo (Mandos), juge des Morts, compagnon de Vairë, frère de Nienna et d'Irmo ;
- Nienna, le deuil est son domaine, sœur de Mandos et d'Irmo.

Les autres Valar sont :
- Irmo (Lórien), maître des Rêves, du désir et de la paix, frère de Mandos et de Nienna et compagnon d’Estë ;
- Tulkas Astaldo, champion de Valinor et seigneur des combats, compagnon de Nessa ;
- Estë la douce, dame du repos et guérisseuse de talent, compagne d'Irmo ;
- Vairë la tisserande, dame du temps, compagne de Mandos ;
- Vána la Toujours-jeune, sœur de Yavanna et compagne d’Oromë ;
- Nessa la danseuse, sœur d’Oromë et compagne de Tulkas, réputée pour son aptitude à la course.

Enfin, on distingue Melkor ou Morgoth, (le Noir Ennemi du Monde en sindarin). À l’origine le plus puissant des Valar, il se tourne vers le Mal et se voue à la domination puis à la destruction d'Arda.

Liens des Valar entre eux

## Histoire
Êtres purement spirituels, les Valar peuvent néanmoins prendre à leur guise des apparences corporelles, les fanar (quenya, sing. fána), qui ne sont toutefois pas de vrais corps comme ceux des Enfants d'Ilúvatar (hröar).
Ce sont eux qui donnent forme à Arda, chacun selon ses talents. Ils demeurent tout d’abord à Almaren puis, après la destruction des deux Lampes, à Valinor, à l’Ouest. Lorsque les Elfes s’éveillent de leur sommeil, les Valar capturent Melkor et demandent aux Elfes de venir en Aman, près de Valinor. Leurs plans sont contrariés par la fuite de Melkor et la révolte des Ñoldor, après la création des Silmarils par l’Elfe Fëanor. Après ce semi-échec, les Valar prennent le parti d'intervenir de moins en moins dans les affaires des Enfants d’Ilúvatar, les Hommes et les Elfes.
Le destin de Lúthien et de Beren constitue une exception, puisque Mandos les laisse partir des Maisons des Morts.
Après qu’Eärendil a rapporté un Silmaril aux Valar, ceux-ci interviennent de nouveau en Arda, menant la guerre contre Morgoth, qui aboutit à la chute de celui-ci et à son bannissement dans le Vide intemporel, ainsi qu'à la submersion des terres du Beleriand — c’est la fin du Premier Âge.
Au Second Âge, les Valar façonnent l’île de Númenor, en guise de récompense pour les Hommes qui ont combattu Morgoth.
Les Valar interviennent une dernière fois directement lorsque Ar-Pharazôn, roi de Númenor, qui dans sa folie veut leur arracher l’immortalité, attaque le pays d'Aman. Manwë fait alors appel à Ilúvatar, qui va rendre Aman inaccessible aux mortels, en le soustrayant des sphères du monde, et submerger l’île de Númenor.
Le dernier geste des Valar en Terre du Milieu est d'y envoyer les Istari pour contenir la menace de Sauron, lors du Troisième Âge.
Ce désengagement progressif des Valar est dû à la crainte de commettre des dommages irréparables à Arda s’ils devaient combattre Sauron eux-mêmes: lors de la dernière intervention des Valar, pratiquement tout le Beleriand avait été détruit. Les Valar ne peuvent plus en effet intervenir directement contre les forces issues du mal propagé par Melkor, comme ils le firent lors de la guerre qui les opposa avant la création des Lampes (qui changea Arda bien au-delà de sa forme initiale) maintenant que tous les enfants d'Iluvatar sont nés en ce monde. Arda ayant été créée pour ces derniers, les Valar ne peuvent plus la détruire, même si le mal s'y est installé et s'y est propagé. Le mal fait désormais partie intégrante d'Arda, même s'il n'a jamais été dans le plan des Valar, et les enfants d'Iluvatar doivent apprendre à vivre à ses côtés et à le combattre par eux-mêmes lorsqu'il les menace.
Aucun culte des Valar ne semble organisé en Terre du Milieu par les Hommes. Cette absence de reconnaissance fait probablement suite à la destruction des Núménoréens par ces puissantes entités si bien que les personnages humains de la trilogie semblent ignorer jusqu'à leur existence.
Seuls les elfes adressent des prières aux Valar, qu'ils désignent sous d'autres noms. Les Valar ont en effet toujours été plus proches des peuples elfes, qu'ils accueillent d'ailleurs en Aman pour certains.[réf. souhaitée]

## Création et évolution
Les Valar apparaissent dans les Contes perdus, première version de la mythologie. Cependant, certains disparaissent par la suite, tels que Makar et Meássë, les Valar du chaos et de la confusion, demeurant en Valinor mais proches de Melkor, et d’Ómar-Amillo, personnage qui semble avoir été confondu par la suite avec Tulkas[réf. nécessaire].
L'histoire des Valar est surtout détaillée dans Le Silmarillion et ils sont presque totalement absents de la trilogie du Seigneur des anneaux.